# El Fresno, Morelos
El Fresno är en ort i Mexiko.   Den ligger i kommunen Morelos och delstaten Michoacán de Ocampo, i den centrala delen av landet, 240 km väster om huvudstaden Mexico City. El Fresno ligger 2 293 meter över havet och antalet invånare är 299.
Terrängen runt El Fresno är kuperad. Runt El Fresno är det ganska tätbefolkat, med 96 invånare per kvadratkilometer. Närmaste större samhälle är Puruándiro, 17,1 km nordväst om El Fresno. I omgivningarna runt El Fresno växer huvudsakligen savannskog.